# Celle qui fuit et celle qui reste
Celle qui fuit et celle qui reste (Storia di chi fugge e di chi resta) est un roman écrit par Elena Ferrante et publié en 2013 en Italie par E/O.
C'est le troisième roman de la série avec L'Amie prodigieuse en premier opus, suivi par Le Nouveau Nom (2012) et le dernier L'Enfant perdue (2014).

## Résumé
Le roman poursuit la narration là où elle s'était arrêtée dans Le Nouveau Nom et suit les histoires des deux protagonistes à travers les années 1970. À l'approche de son mariage avec Pietro Airota et auteure d'un livre assez réussi, Elena retourne à Naples, où elle rencontre Enzo et Pasquale qui l'informent que Lila ne va pas bien et veut la voir. En rejoignant son amie, Lenú doit lui promettre que, si Lila tombe malade, elle prendra soin de son fils Gennaro. Elle découvre les terribles conditions de Lila, exploitée dans l'usine jusqu'à la détérioration physique. De plus, Lila est convaincue par Pasquale et Nadia (fille du professeur Galiani) d'adhérer au Parti communiste pour se rebeller contre les terribles conditions de vie à l'usine, les abus de Bruno Soccavo et son maigre salaire. En outre, il y a un malaise que le médecin garde silencieux et une grande fatigue. En effet la nuit, même épuisée, Lila aide Enzo à étudier l'informatique et à suivre un cours polycopié de Zurich, auquel il s'est inscrit et auquel il doit envoyer des tests périodiques. Au cours de cette période, Lila a une approche progressive d'Enzo, qui devient son petit-ami.
Elena écrit un article de dénonciation pour L'Unità, ce qui lui apporte aussi un peu de notoriété dans les milieux journalistiques, mais le mariage imminent la ramène à Florence, ville de Pietro. Après cette brève parenthèse napolitaine au cours de laquelle les deux amies se sont retrouvées, Lenù et Lila se perdent à nouveau et reprennent leur vie, Elena avec Pietro et Lila avec Enzo. Le mariage déçoit rapidement Elena, qui, piégée dans sa nouvelle vie, perd l'inspiration, écrit avec des résultats médiocres et peine à suivre son mari têtu et les filles qui lui sont nées, Adele surnommée Dede et Elsa. Lila et Enzo commencent à gagner plus en travaillant comme programmeurs pour IBM et peuvent se permettre un meilleur style de vie et donner à Gennaro un avenir concret. Mais le quartier devient dangereux lorsqu'Enzo échappe de peu à une tentative de passage à tabac en fermant la porte au nez des fascistes, et Gennaro, un jour, après l'école, disparaît mystérieusement mais est aussitôt retrouvé dans les jardins. Furieuse des deux événements, Lila accuse Michele Solara de tout ; elle décide alors d'envoyer l'enfant, qui a maintenant dix ans, passer l'été à Florence avec Elena. Cette dernière s'étonne peu après de voir Nino Sarratore revenir dans sa propre vie, devenant d'abord l'ami de Pietro puis son amant. Les amants se lancent dans une relation clandestine qui poussera Elena à quitter Pietro à la fin du roman.

## Personnages principaux
- Elena Greco (Lenuccia ou Lenù), narratrice et protagoniste. À vingt-cinq ans, elle épouse Pietro Airota, avec qui elle a deux filles, Adele (Dede) et Elsa. Le mariage la déçoit vite, elle se sent emprisonnée et est incapable de donner à ses filles un amour maternel total, leur préférant même sa relation avec Nino, à tel point qu'elle les quitte à la fin du livre. Elle s'oppose à la relation entre sa sœur cadette Elisa et Marcello Solara.
- Raffaella Cerullo (Lila ou Lina), la meilleure amie d'Elena et co-héroïne du roman. Après quelques doutes, elle suit des réunions du Parti communiste, convaincue par son ami Pasquale et Nadia. Lors de l'une d'elles, elle dénonce les conditions terribles de la fabrique de saucisses dans laquelle elle travaille. À son insu, un article de journal répète tout ce qu'elle a dit, ce qui va exaspérer Soccavo. Elle découvre que les Solara manœuvrent finacièrement Soccavo. Elle démissionne puis commence bientôt à travailler chez IBM avec Enzo, dont elle commence à partager les sentiments, devenant sa partenaire. Elle aime beaucoup son fils et fait tout pour lui offrir un meilleur avenir.
- Pietro Airota, le mari d'Elena. Jeune professeur d'université, père de Dede et Elsa. Finalement, Elena le laisse avec les filles pour suivre Nino, qui est devenu son amant.
- Giovanni (Nino) Sarratore, l'amour d'Elena depuis le lycée. Il revient dans la vie d'Elena des années plus tard, maintenant marié et père d'un enfant, mais il n'hésite pas à délaisser sa femme et son enfant pour elle.
- Enzo Scanno, l'ami d'enfance de Lila, s'en charge après qu'elle a quitté son mari. Il a toujours été amoureux de Lila, il la respecte et lui est fidèle ; elle commence bientôt à lui rendre ses sentiments. Doué en mathématiques, il devient enseignant libéral et il s'initie à la programmation tard le soir, aidé de Lila, en suivant un cours magistral de l'université de Zurich. Sa brillante intelligence est récompensée : après avoir suivi les cours, il commence à travailler pour IBM et bientôt Lila est également embauchée. Il ne l'épousera jamais, car elle n'a jamais divorcé de son mari. Il traite Gennaro comme son fils, devenant cette figure paternelle pour l'enfant qui lui a toujours manqué en raison de l'absence de Stefano.

## Critique
Comme les deux romans précédents, Celle qui fuit et celle qui reste est également reçu très positivement par la critique nationale et étrangère. 
Roxana Robinson du New York Times salue le roman, qualifiant Ferrante de l'un des grands romanciers de notre temps et qualifiant le troisième chapitre de la saga d'excellent ajout à « ces romans effrontés, beaux et agités » dans lesquels l'auteure retrace « sa connexion entre le politique et le domestique ». 
Joanna Walsh écrit pour The Guardian que le roman est riche en nuances raffinées et qualifie Elena Ferrante d'enseignante de ce qui ne peut pas être dit.